# Manga (Minas Gerais)
Manga – miasto i gmina w Brazylii, w stanie Minas Gerais.